# Onthophagus porrectus
Onthophagus porrectus är en skalbaggsart som beskrevs av Reiche 1847. Onthophagus porrectus ingår i släktet Onthophagus och familjen bladhorningar. Inga underarter finns listade i Catalogue of Life.